# Єжиковиці-Малі
Єжиковиці-Малі (пол. Jerzykowice Małe, нім. Kleingeorgsdorf) — село в Польщі, у гміні Левін-Клодзький Клодзького повіту Нижньосілезького воєводства.
У 1975-1998 роках село належало до Валбжиського воєводства.